# Liste der Kulturdenkmale in Lauscha
Die Liste der Kulturdenkmale in Lauscha führt die Kulturdenkmale der Stadt Lauscha im thüringischen Landkreis Sonneberg auf. Grundlage dieser Liste ist das Buch Denkmaltopographie Bundesrepublik Deutschland – Kulturdenkmale in Thüringen / Landkreis Sonneberg von Thomas Schwämmlein mit dem 30. Mai 2005 als Stand der Erfassung. Die folgenden Angaben ersetzen nicht die rechtsverbindliche Auskunft der Denkmalschutzbehörde.

## Lauscha
| Bild                           | Bezeichnung                                              | Lage                           | Datierung | Beschreibung | ID |
| ------------------------------ | -------------------------------------------------------- | ------------------------------ | --------- | --- | -- |
| Fotos hochladen                | ehemaliges Schulhaus der Goetheschule                    | Bahnhofstraße 29 (Karte)       |           | Das ehemalige Schulhaus der Goetheschule entstand nach Plänen des Saalfelder Landesbaurates Karl Rommel. Es wurde nach zwei Jahren Bauzeit am 25. April 1897 eingeweiht. Der dreigeschossige Massivbau hat einen L-förmigen Grundriss. Eine rote Verblendsteinfassade mit Sandsteinelementen pägt das Gebäude, dessen Haupteingang an der Südwestecke risalitartig mit einem Ziergiebel und Dachreiter ausgebildet ist. Das Haupttreppenhaus ist gekennzeichnet durch eine doppelläufige Treppe mit Granitstufen, schmiedeeiserne Geländer sowie korinthische Säulen aus Gusseisen. Im Walmdach ist ein Schlagwerk und eine Glocke von 1918 eingebaut. Seit 2011 ist das Gebäude ungenutzt. |    |
| weitere Bilder Fotos hochladen | Bahnhof Lauscha                                          | Bahnhofstraße 31 (Karte)       |           | Der Bahnhof steht einschließlich der Strecke vom Ortsausgang Unterlauscha bis zum Lauschensteintunnel mit dem Bahnhofsviadukt und sämtlichen Stützkonstruktionen unter Denkmalschutz. Der Großteil der Anlagen entstand zwischen 1910 und 1913 im Rahmen des Bahnhofumbaus für die Weiterführung der Bahnstrecke von Sonneberg nach Probstzella. Das repräsentative Empfangsgebäude in Kopflage der Gleise wurde nach einem Entwurf des Ingenieurs Steinbrinck als ein- bzw. zweigeschossiges Gebäude mit einer Verblendfassade aus Naturstein errichtet. Das mechanische Stellwerk wurde als dreigeschossiges Gebäude in eine Stützmauer integriert und mit einer Fassade aus Natursteinmauerwerk mit Bossengliederung gestaltet. Das 93 Meter lange Eisenbahnviadukt aus unbewehrtem Stampfbeton ist eine Bogenbrücke mit fünf Öffnungen. |    |
| Fotos hochladen                | Wohnhaus von Louis Kühnert                               | Bahnhofstraße 50 (Karte)       |           | Das Gebäude ließ sich 1912 der Christbaumschmuckfabrikant Louis Kühnert errichten. Ein südlicher Anbau folgte 1924. Der zweigeschossige Massivbau hat ein Mansarddach und eine markante Putzfassade mit Jugendstilelementen. Putzgliederungen aus vier Kolossallisenen, verzierte Fensterrahmen und Brüstungsfelder sowie ein Inschriftskartuschen zieren die Fassade. |    |
| Fotos hochladen                | Hauptpumpwerk                                            | Bahnhofstraße 62 (Karte)       |           | Das Hauptpumpwerk der Lauschaer Wasserversorgung entstand 1910 im Rahmen des seit 1902 errichteten Wasserversorgungsnetzes. Der eingeschossige verschieferte Massivbau mit einem Bruchsteinsockel mit Quadergliederung hat ein Krüppelwalmdach. Der Eingang in der Straßenfassade besteht aus einem Kunststeinportal mit bogenförmigem Oberlicht mit Sprossen. Die Fensterverglasung und eine Kranbahn sind original erhalten. |    |
| Fotos hochladen                | Zweifamilienwohnhaus                                     | Bahnhofstraße 68 (Karte)       |           | Das dreigeschossige, große Zweifamilienwohnhaus ließ sich 1930 der Glasaugenfabrikant Karl Greiner-Petter nach Plänen des Lauschaer Architekten Max Greiner an Stelle eines 1929 abgebrannten Gebäudes errichten. Die Straßen- und Eingangsfassade des verschieferten Fachwerkbaus ist durch Erker gegliedert. Markant ist das Bogendach, das straßenseitig als Walmdach, hofseitig als Satteldach ausgebildet ist. Die hölzerne Dachkonstruktion wurde in der damals neuen Zollbau-Lamellen-Bauweise errichtet. Anfang 2023 wurde das baufällige Anwesen abgebrochen. |    |
| Fotos hochladen                | Hauptgebäude der Wiesleinsmühle                          | Bahnhofstraße 110 (Karte)      |           | Das Hauptgebäude der Wiesleinsmühle entstand 1824 am südlichen Ortsende an der Landstraße nach Steinach als Ersatz eines alten Mühlengebäudes, das zwischen 1705 und 1717 errichtet wurde. 1733 erhielt die Mühle auch das Brau- und Schankrecht. Das Hauptgebäude wurde 2023 abgerissen. Die Nebengebäude waren schon zuvor abetragen worden. Der verputzte Massivbau hatte eine neunachsige, symmetrische Straßenfassade mit Fenstereinfassungen und Ecklisenen. Den Haupteingang verzierte eine bauplastische Verdachung, im Brüstungsbereich des ersten Obergeschosses stand die Aufschrift Brauerei & Gastwirtschaft zur Wiesleinsmühle – Lauscha gegründet 1731. Tonnengewölbe und Sandsteinfußböden kennzeichneten die Kellerräume. Den oberen Abschluss bildete ein ausgebautes Mansardwalmdach.                                    |    |
| Fotos hochladen                | Müllerhaus                                               | Hüttenplatz 3 (Karte)          |           | Das sogenannte Müllerhaus entstand Ende des 16., Anfang des 17. Jahrhunderts als Wohnhaus für die Glasmacherfamilie Müller. In ihm soll unter anderem der Mitbegründer der Glashütte Lauscha, Christoph Müller, gewohnt haben. Um 1800 folgte eine Aufstockung und nach 1900 eine Erweiterung nach Nordwesten des Traufseithauses westlich vom Hüttenplatz. |    |
| weitere Bilder Fotos hochladen | Stadtkirche                                              | Kirchstraße 8 (Karte)          | 1911      | Die evangelisch-lutherische Stadtkirche entstand zwischen 1910 und 1911 mit Formen des Jugendstils nach Plänen von Julius Zeißig. Das Gotteshaus steht dominierend an einem Südhang direkt über dem Ortszentrum. Es ist als Saalkirche mit einer Kassettendecke gestaltet und wird von einem 38 Meter hohen, nach Südwesten ausgerichteten Kirchturm geprägt. Die Fassade besteht aus bossiertem Natursteinquader und wird von einem Schieferdach abgeschlossen. Das Kircheninnere schmücken eine Vielzahl von Farbglasfenstern. |    |
| Fotos hochladen                | Schulhaus                                                | Kirchstraße 45 (Karte)         |           | Das Schulhaus der Kirchwegschule entstand 1906 nach Plänen des Saalfelder Landesbaurates Karl Rommel für die Schüler aus den oberen Stadtteilen. 1914 bis 1918 diente es als Lazarett und danach als Realschule und heute als Grundschule. Das Gebäude besteht aus einem traufständigen Westflügel mit Walmdach und einen giebelständigen Südflügel mit Satteldach. Dazwischen steht der von einem Wimperg bekrönte Haupteingang. |    |
| Fotos hochladen                | ehemaliges Schalthaus                                    | Straße der Jugend 75 (Karte)   |           | Das ehemalige Schalthaus mit dem benachbarten eingeschossigen Schaltwärterwohnhaus entstand 1925/26 auf der Eller, einem Höhenrücken westlich Lauschas. Die Licht- und Kraftwerke Südthüringen G. m. b. H. Sonneberg, die seit 1920 die Konzession zur Stromversorgung besaß, ließ es in expressionistischen Formen errichten. Das turmartige Schalthaus hat ein Walmdach und ist gekennzeichnet durch eine Fassade mit umlaufenden Blendarkaden mit Dreiecksgiebeln und die Firmeninschrift an den Längsseiten. Zusätzlich sind die Zielpunkte der abgehenden Leitungen durch Beschriftungen „Ernstthal“, „Lauscha“ und (Glashütte) „Brehmenstall“ gekennzeichnet. Das Wohngebäude besitzt breite Ecklisenen und ein ausgebautes Mansarddach mit Gauben.                                                                                   |    |
| Fotos hochladen                | Wohnhaus                                                 | Straße des Friedens 74 (Karte) |           | Um 1910 errichtete sich der Bauunternehmer Müller-Pathle das Wohnhaus. Der Massivbau hat ein Sockelgeschoss auf dem das Erdgeschoss mit verputztem Mauerwerk steht und das durch ein Satteldach mit Kniestock abgeschlossen wird. Die Giebelbereiche sind teils verschiefert, teils holzverkleidet und zeichnen sich durch Erker mit Schnitzereien unter Dachüberständen mit ausladenden Freigespärren aus. Säule und Pilaster markieren den Eingang. Ein großes rundbogiges, bleiverglastes Fenster mit Glasmalerei von Ernst Knoch aus Coburg schmückt das Treppenhaus. |    |
| Fotos hochladen                | Grabstätte der Familie Louis Geitner                     | Friedhof                       |           | Die Grabstätte der Familie Louis Geitner auf dem städtischen Friedhof entstand um 1910. Sie ist gekennzeichnet durch eine Ädikula in der ein Relief steht, das zwei Engel mit Trauerkranz und Urne darstellt. |    |
| Fotos hochladen                | Gruft der Familie des Glashüttenbesitzers Eduard Kühnert | Pappenheimer Berg (Karte)      |           | Die grottenartige Gruft wurde 1910 für die Familie des Glashüttenbesitzers Eduard Kühnert am Westhang des Pappenheimer Bergs, oberhalb der Kühnertschen Glashütte inmitten einer damaligen kleinen Parkanlage, errichtet. Sie beherbergt die Urnen von Familienmitgliedern. Anlass zum Bau der Gruft war der Tod von Eduard Kühnerts Tochter Anna im Kindsbett. Deren Urne steht zentral im Gewölbe. Das Betonbauwerk ist mit Natursteinmauerwerk verblendet, das Jugendstilformen aufweist und unter anderem durch eine Sanduhr am Scheitelstein sowie nach unten gekehrte Fackeln an den Brüstungen geschmückt ist. Die beidseitigen Stützmauern bestehen aus Tuffstein und haben einzelne Steine mit Glasüberzug. Solche Steine entstehen als Glasschlacke bei der Glaserzeugung.                                                        |    |

## Ernstthal
| Bild                           | Bezeichnung      | Lage                    | Datierung | Beschreibung | ID |
| ------------------------------ | ---------------- | ----------------------- | --------- | --- | -- |
| weitere Bilder Fotos hochladen | Eisenbahnviadukt | Finsterer Grund (Karte) |           | Im Rahmen des Baus der Bahnstrecke von Lauscha nach Bock-Wallendorf in den Jahren 1911 bis 1913 wurde der Eisenbahnviadukt errichtet. Die Planung oblag der Eisenbahndirektion Erfurt unter Leitung des Regierungsbaumeisters Walter Kasten. Das Unternehmen Diss & Co. aus Halle baute den Viadukt nicht klassisch mit Bruchsteinmauerwerk, sondern erstmals kam bei Viadukten der Strecke unbewehrter Stampfbeton zur Anwendung. Das Bauwerk überspannt mit acht Gewölben, und je fünf Spargewölben über den Gewölbezwickeln, das Tal Finsterer Grund mit dem Kieselbach. Die 197 Meter lange Brücke ist im Grundriss mit einem Radius von 250 Metern gekrümmt und hat eine Höhe von bis zu 25,5 Metern. 1967 und von 1983 bis 1985 wurden größere Instandsetzungsarbeiten durchgeführt. Bei letzteren kam es wegen fehlenden Gerüstteilen und fehlendem Material zu erheblichen Verzögerungen, weshalb der Viadukt Anfang 1985 für einige Monate gesperrt werden musste. Seit 1997 wird das Bauwerk nicht mehr genutzt. |    |
| Fotos hochladen                | Kriegerdenkmal   | Rennsteig (Karte)       |           | An der Kreuzung des Rennsteiges mit der Landstraße von Ernstthal nach Piesau steht das Denkmal für die mehr als 300 im Ersten Weltkrieg Gefallenen des Thüringer Wintersportverbandes, zu denen unter anderem der Ernstthaler Skispringer Karl Böhm-Hennes gehört. Das Denkmal wurde am 4. September 1921 eingeweiht. Das Werk des Sonneberger Steinmetzes R. Holland besteht aus einem 180 Zentner schweren Steinblock aus Muschelkalk mit der Inschrift „seinen tapferen Gefallenen 1914-18 Thüringer Wintersportverband“, der von zwei Steinbänken flankiert wird, die Inschriften „Nichts ist zu kostbar für das Vaterland“ und „Wie sie starben so wollen wir leben“ tragen. |    |